# Lux aeterna (Ligeti)
Lux Aeterna is een compositie geschreven door de Hongaarse componist György Ligeti in 1966. Het stuk kreeg bekendheid door het gebruik ervan in de film 2001: A Space Odyssey van Stanley Kubrick uit 1968. Het stuk rust hevig op het gebruik van micropolyfonie, waarbij er geen duidelijke stemming is aan te wijzen.
De titel en de tekst van de compositie is ontleend aan het Lux Aeterna uit de requiem, welke tijdens een katholieke mis wordt uitgevoerd: Lux aeterna luceat eis, Domine, cum sanctis tuis in aeternum, quia pius es. Requiem aeternam dona eis, Domine; et lux perpetua luceat eis 
Het stuk is opgedragen aan de Duitse componist Clytus Gottwald.